# Candombe, murga y rocanrol
Candombe, Murga y Rocanrol es un álbum perteneciente al cantautor uruguayo Jaime Roos, editado en el año 2004 bajo el sello de Sony Music. Este disco es una recopilación de sus mejores composiciones y con interpretación de canciones de diversos autores.   
La placa contiene una versión del candombe Siga el baile (Carlos Warren y Edgardo Donato) y que fue utilizado para la banda de sonido de la película Luna de Avellaneda de Juan José Campanella estrenada ese mismo año.  

## Lista de canciones[1]
1. Siga el baile
2. Amándote
3. La hermana de la coneja
4. Expreso horizonte
5. Good Bye (El Tazón de té)
6. Milonga de gauna
7. Tablas
8. Cometa de La Farola
9. Amor profundo
10. Andenes
11. Sin saber por que
12. Durazno Y Convención
13. Los olímpicos
14. Calle yacaré
15. El hombre de la calle
16. Tu laberinto
17. Si me voy antes que vos
18. Colombina